# Bělák (chráněné naleziště)

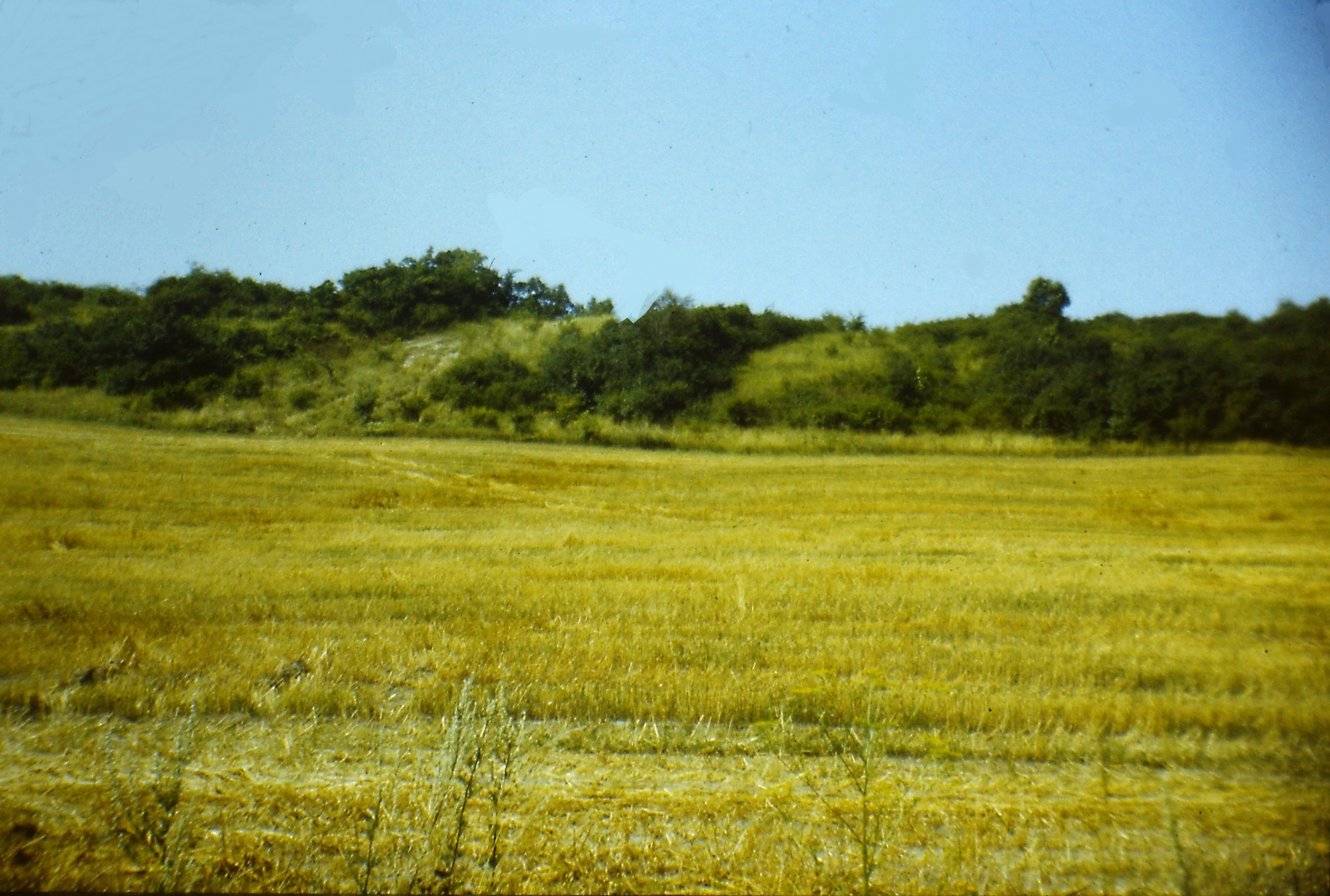
Chráněné naleziště Bělák v roce 1985

Bělák byl chráněné naleziště v Českém středohoří, které pohltila Radovesická výsypka. Na tomto území byl chráněn ekosystém tzv. „bílých strání“, jejichž největším a nejznámějším příkladem je rezervace Bílé stráně u Litoměřic. Jednalo se o opukovou stráň s rozvolněným stepním porostem. Chráněné území mělo rozlohu 0,7 ha.
Miloslav Studnička toto bývalé chráněné naleziště v roce 1980 popsal následovně: Stráň „Bělák", 1 km za Radovesicemi, vpravo při silnici z Radovesic do Kostomlat, 380 m n. m., exp. 215°. Necelých 100 m dlouhá málo členitá stráň, dříve chráněná lokalita, dnes v devastovaném prostoru velkodolu M. Gorkij. Jedna z nejznámějších bílých strání, díky ojedinělému výskytu Linum flavum západně od Labe.

## Historie

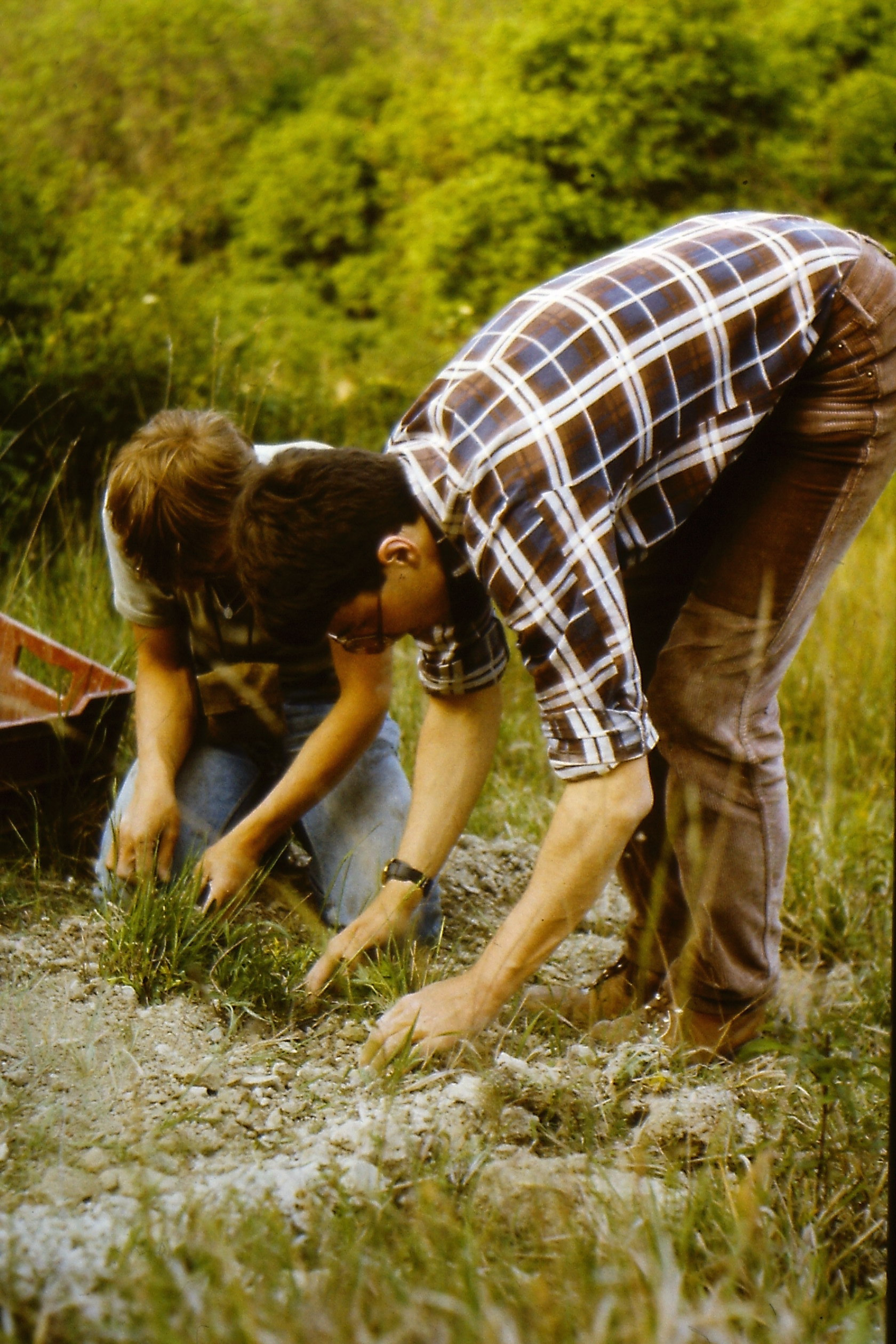
Přesazování rostlin z Běláku v roce 1985

Tým Bořena z bývalého chráněného naleziště Bělák na náhradní lokality v letech 1985–1992 přesadil šest druhů rostlin: hadí mord španělský, plamének přímý, len žlutý, hvězdnici chlumní, bělozářku větevnatou a sasanku lesní.
Ještě před zasypáním byla opuka odtěžena na stavbu komunikací v areálu Radovesické výsypky. Vlivem doplňkové technické činnosti a dalších negativních vlivů byly poškozeny i další lokality v širokém okolí, např. Chloumek, Březový vrch, Kajba. Rozšířily se expanzní, nitrofilní druhy rostlin.